# Félix Marcilhac
Pour les articles homonymes, voir Marcilhac.
Félix Marcilhac, né le 20 novembre 1941, et mort le 29 janvier 2020 à Marrakech,, est un historien de l'art et collectionneur français d'objets art déco.

## Biographie
En 1969, il ouvre à Paris la galerie Marcilhac spécialisée dans l'art déco. Il est l'auteur d'une biographie du peintre orientaliste français Jacques Majorelle et de catalogues. Les 11 et 12 mars 2014, lors de ses adieux au métier, il vend toute sa collection privée aux enchères chez Sotheby's, vente qui rapporte 24 727 715 €,. La galerie parisienne est alors reprise par son fils Félix-Félix Marcilhac.

## Galerie d'art
La galerie Marcilhac est la galerie d'art parisienne de renommée internationale spécialisée en art déco créée par Félix Marcilhac en 1969.

## Publications
- 1991 : Jean Dunand (catalogue raisonné du laqueur, dinandier et sculpteur Jean Dunand), éditions de L'Amateur,  (ISBN 978-2859170981)
- 1996 : Sandoz, Sculpteur, figuriste et animalier (Édouard-Marcel Sandoz, sculpteur animalier), éditions de L'Amateur,  (ISBN 978-2859171636), 576 pages
- 1996 : Chana Orloff 1888-1968, catalogue raisonné, éditions de L'Amateur,  (ISBN 978-2859171193), 256 pages
- 1996 : André Groult, Décorateur-ensemblier du XXe siècle, éditions de L'Amateur,  (ISBN 978-2859172329), 280 pages
- 2005 : Pierre-Paul Jouve, éditions de L'Amateur,  (ISBN 978-2859174095), 450 pages
- 2005 : Angkor - Le Cambodge d'André Maire (Collectif, dont Félix Marcilhac), éditions Somogy,  (ISBN 978-2850567919), 205 pages
- 2007 : Joseph Csaky, Du cubisme à la figuration réaliste (catalogue raisonné du sculpteur), éditions de L'Amateur,  (ISBN 978-2859174545), 320 pages
- 2008 : Dominique, André Domin et Marcel Genevrière, décorateurs d'avant-garde, Dominique, éditions de L'Amateur,  (ISBN 978-2859174835) (Maison Dominique, ensembliers-décorateurs)
- 2010 : Gustave Miklos and Joseph Csaky, éditions Kalman Maklary Fine Arts,  (ISBN 978-9638735089), 116 pages
- 2011 : René Lalique, catalogue raisonné de l'oeuvre de verre, éditions de L'Amateur,  (ISBN 978-2859175108), 1064 pages
- 2013 : Maurice Marinot, artisan verrier 1882-1960, éditions de L'Amateur,  (ISBN 978-2859175337) et le sculpteur Gustave Miklos
- 2016 : Les orientalistes : Jacques Majorelle, ACR éditions,  (ISBN 978-2867700774)
- 2017 : Jacques Majorelle de Félix Marcilhac et Amélie Marcilhac, éditions Norma,  (ISBN 978-2376660088)